# ルイーゼ・ゾフィー・フォン・シュレースヴィヒ＝ホルシュタイン＝ゾンダーブルク＝アウグステンブルク
ルイーゼ・ゾフィー・フォン・シュレースヴィヒ＝ホルシュタイン＝ゾンダーブルク＝アウグステンブルク（Louise Sophie von Schleswig-Holstein-Sonderburg-Augustenburg, 1866年4月8日 - 1952年4月28日）は、最後のドイツ皇后アウグステ・ヴィクトリアの妹で、プロイセン王子フリードリヒ・レオポルトの妻。

## 生涯
シュレースヴィヒ＝ホルシュタイン＝ゾンダーブルク＝アウグステンブルク公爵家の家長フリードリヒ8世とホーエンローエ＝ランゲンブルク侯エルンスト1世の娘アーデルハイトの間の三女として生まれた。
父フリードリヒ8世は1863年にシュレースヴィヒ＝ホルシュタイン公国の君主となることを宣言したが、1864年に第二次シュレースヴィヒ＝ホルシュタイン戦争が始まった後は独立公国の元首となる希望を完全に断たれ、家族を連れてシュレージエンの領地プリムケナウ（現在のポーランド領プシェムクフ）に引退した。ルイーゼ・ゾフィーはプリムケナウで姉弟たちと一緒に幸福な少女時代を過ごした。ルイーゼ・ゾフィーは何人かの家庭教師に教育を受けた。教育内容は家政や園芸、スポーツなど多岐にわたった。彼女が特に熱中したのは自転車であり、家中の者たちに「自転車姫（Fahrradprinzessin）」とあだ名されるほどだった。
長姉のアウグステ・ヴィクトリアが1881年、後にドイツ皇帝ヴィルヘルム2世となるプロイセン王子ヴィルヘルムと結婚すると、アウグステンブルク公爵一家はいきなり世間の注目の的になった。1889年6月24日、ルイーゼ・ゾフィーが義兄ヴィルヘルム2世の同族の又従弟であるプロイセン王子フリードリヒ・レオポルトと結婚すると、アウグステンブルク公爵家の地位はさらに高まった。ルイーゼ・ゾフィーはアウグステ・ヴィクトリアの実妹ということもあり、宮中の儀式ではたびたび皇后の傍らに身を置き、また皇后の福祉施設や病院への訪問の際には必ず一緒について行った。
ルイーゼ・ゾフィーと夫の間には4人の子供がいたが、そのうち3人に先立たれた。次男のフリードリヒ・カールは第一次世界大戦中の1917年にルーアンで戦死した。1923年には長女のヴィクトリア・マルガレーテがインフルエンザをこじらせて急死した。最初の結婚に失敗した後、母方の従兄でドイツ皇帝夫妻の四男であるアウグスト・ヴィルヘルム王子と再婚しようとした矢先のことだった。さらに1927年、高名な総合馬術選手だった長男のフリードリヒ・ジギスムントも、落馬による内臓損傷で死んだ。
1939年、すでに未亡人となっていたルイーゼ・ゾフィーは、ナチス・ドイツにより強制的に居城のクライン・グリーニッケ城を売却させられた。

## 子女
- ヴィクトリア・マルガレーテ・エリーザベト・マリー・アーデルハイト・ウルリーケ（1890年 - 1923年） - 1913年、ロイス＝ケストリッツ侯子ハインリヒ33世と結婚（1922年に離婚）
- ヨアヒム・ヴィクトル・ヴィルヘルム・レオポルト・フリードリヒ・ジギスムント（1891年 - 1927年） - 1916年、シャウムブルク＝リッペ侯女マリー・ルイーゼと結婚
- タッシロ・ヴィルヘルム・フンベルト・レオポルト・フリードリヒ・カール（1893年 - 1917年）
- フランツ・ヨーゼフ・オスカー・エルンスト・パトリック・フリードリヒ・レオポルト（1895年 - 1959年）